# Альдини, Джованни
Джованни Альдини (итал. Giovanni Aldini; 10 апреля 1762 года, Болонья — 17 января 1834 года, Милан) — племянник и последователь Луиджи Гальвани. Прославился он тем, что смешал серьёзное исследование с леденящим душу зрелищем. Он практиковал так называемые электрические пляски, проявлявшиеся в форме публичных экспериментов, которые были призваны подчеркнуть эффективность электрического возбуждения для получения спазматических движений мускулов, для демонстрации этого использовались отсеченные головы казнённых преступников.

## Научная деятельность

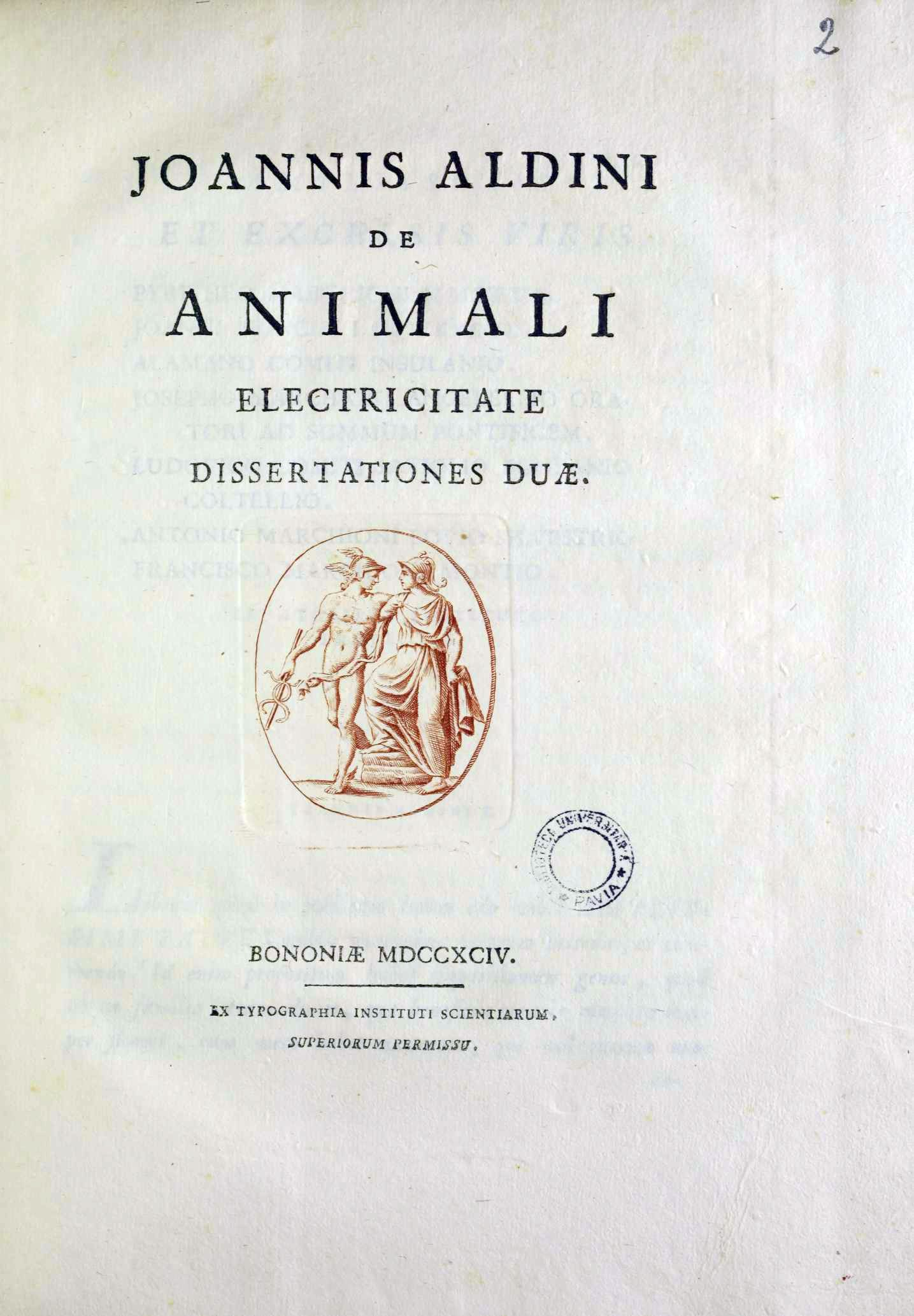
De animali electricitate, 1794

В 1780 году итальянский профессор анатомии Луиджи Гальвани обнаружил, что электрические разряды заставляют подёргиваться конечности мёртвой лягушки. Многие гадали, что будет если пропустить ток через труп человека. И первым человеком, кто решился на это, стал племянник Гальвани — Джованни Альдини. В этот же год он отправился по Европе, во время своей поездки он предлагал публике своё изощрённое зрелище.
А 18 января 1803 года в Лондоне была его самая выдающаяся демонстрация, а именно гальванические экзерсисы с купленным телом повешенного убийцы. Он подсоединял полюса 120-вольтного аккумулятора к телу казнённого убийцы Джорджа Форстера (George Forster). Когда Альдини помещал провода на рот и ухо, мышцы челюсти начинали подёргиваться, и лицо убийцы корчилось в гримасе боли. Левый глаз открывался, как будто хотел посмотреть на своего мучителя. Газета London Times писала: «Несведущей части публики могло показаться, что несчастный вот-вот оживёт».
Вот как был описан этот опыт Альдини одним из его современников: «Восстановилось тяжёлое конвульсивное дыхание; глаза вновь открылись, губы зашевелились и лицо убийцы, не подчиняясь больше никакому управляющему инстинкту, стало корчить такие странные гримасы, что один из ассистентов лишился от ужаса чувств и на протяжении нескольких дней страдал настоящим умственным расстройством».
Членкор Баварской АН (1804).

## Сочинения
- Теоретические и экспериментальное эссе о гальванизме. Париж,1804 год.(Essai theoretique et experimental sur le galvanisme, avec une serie d’experiences.). (прим. На верхней крышке переплёта вытеснено золотом посвящение на латыни русскому императору Александру I.)